# Glenea mounieri
Glenea mounieri é uma espécie de escaravelho da família Cerambycidae. Foi descrita por Stephan von Breuning em 1956.

## Subespécies
- Glenea mounieri latefascicollis Breuning, 1982
- Glenea mounieri mounieri Breuning, 1956